# Makoré
Makoré is een houtsoort afkomstig van Tieghemella heckelii (familie Sapotaceae), die voorkomt in West- en Midden-Afrika. Daarnaast gebruikt men ook de benaming Douka voor hout afkomstig van Tieghemella africana.
Het hout is rechtdradig en kruisdradig en heeft rozeachtig bruin tot donker roodbruin kernhout en lichtgrijs tot rozeachtig spinthout. Door zijn hoge duurzaamheid wordt het gebruikt voor buitenschrijnwerk en in de scheepsbouw. Daarnaast gebruikt men het ook voor binnenschrijnwerk waaronder intensief belopen parket, draaiwerk,  meubelen, fineer en multiplex.
Door de aanwezigheid van kiezel stompen bewerkingsmaterialen af. 